# کمپتون (پنسیلوانیا)
کِمپتون (به انگلیسی: Kempton) یک منطقهٔ مسکونی در ایالات متحده آمریکا است که در شهرستان برکس، پنسیلوانیا واقع شده‌است. کمپتون ۱۶۹ نفر جمعیت دارد و ۱۳۰٫۱۵ متر بالاتر از سطح دریا واقع شده‌است.